# 勒梅尼勒日耳曼
勒梅尼勒日耳曼（法語：Le Mesnil-Germain，法語發音：[lə menil ʒɛʁmɛ̃] ⓘ）是法国卡尔瓦多斯省的一个旧市镇，属于利雪区。2016年，勒梅尼勒日耳曼与临近的21个市镇合并为新市镇利瓦罗派多日。

## 地理
勒梅尼勒日耳曼（49°2'33"N, 0°11'25"E）面积8.67 平方千米，位于法国诺曼底大区卡爾瓦多斯省，该省份为法国西北部沿海省份，北濒大西洋英吉利海峡，东北与滨海塞纳省以海上边界相接，东临厄尔省，南至奧恩省，西与芒什省接壤。
与勒梅尼勒日耳曼接壤的市镇（或旧市镇、城区）包括：欧坎维尔、谢夫勒维尔-托南库尔、费尔瓦克、勒梅尼勒迪朗、圣日耳曼德利韦、圣玛格丽特德洛日。
勒梅尼勒日耳曼的时区为UTC+01:00、UTC+02:00（夏令时）。

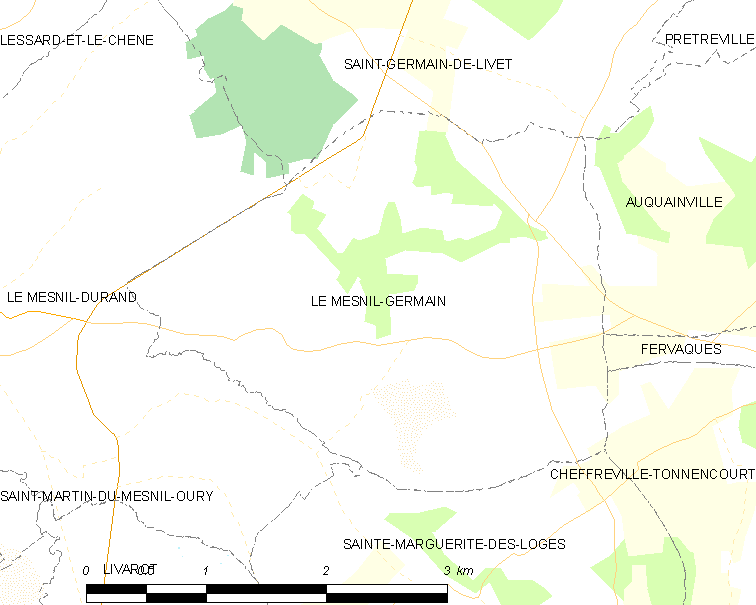
勒梅尼勒日耳曼的OSM定位图

## 行政
勒梅尼勒日耳曼的邮政编码为14140，INSEE市镇编码为14420。

## 政治
勒梅尼勒日耳曼所属的省级选区为利瓦罗派多日县。

## 人口

1962-2008年间勒梅尼勒日耳曼人口变化图示

勒梅尼勒日耳曼于2018年1月1日时的人口数量为262人。